# Amisulpride
Amisulpride is een atypisch antipsychoticum. Het wordt gebruikt bij de behandeling van schizofrenie.
Amisulpride is een gesubstitueerd benzamide dat sterk verwant is aan sulpiride. Het werd door Sanofi-Aventis in de jaren 1990 op de markt gebracht onder de merknaam 'Solian' en is ook als generiek geneesmiddel beschikbaar.
Amisulpride is een dopamine-receptor-antagonist en heeft een selectieve affiniteit voor D2- en D3-dopamine-receptoren. Voor andere receptoren heeft amisulpride geen tot zeer weinig affiniteit. Bij lage doses (50 tot 300 mg/dag) blokkeert de stof preferentieel de presynaptische receptoren, waardoor het de synaptische transmissie van dopamine bevordert. Bij hoge doses (400 tot 800 mg/dag) blokkeert het de postsynaptische receptoren en remt het de transmissie van dopamine. Bij lage dosering vermindert amisulpride aldus de negatieve symptomen van schizofrenie (onder meer lusteloosheid); bij hoge dosering reduceert het de positieve symptomen (onder meer hallucinaties).
Door het selectief receptorprofiel en de beperkte metabolisatie (het wordt hoofdzakelijk in onveranderde vorm afgescheiden in de urine) is amisulpride een middel dat in vergelijking met andere neuroleptica weinig neveneffecten of wisselwerkingen met andere geneesmiddelen heeft. Het verhoogt wel de prolactinespiegel.